# Копривщица (железопътна гара)
 Тази статия е за железопътната гара Копривщица.  За града вижте Копривщица.  
Железопътната гара Копривщица е на Подбалканската железопътна линия, обслужва град Копривщица.
Намира се в община Антон (край границата с община Пирдоп), на около 9 км северно от Копривщица, в пролома, образуван в долината на р. Тополница, при водосливането ѝ с Въртопската (Кознишка) река. Източно от нея е най-дългият в страната железопътен тунел „Козница“ (с дължина 5808 м), който минава под напречния праг Козница и излиза в Стрямската долина при гара Стряма. От там започват интересни туристически маршрути до Копривщица, местността Въртопа и язовир „Душанци“.
Гарата е построена през 1951 г., по проект на арх. Вельо Дебелянов. След приключилия основен ремонт на трасето и тунела Козница през 2020 г. проектната скорост на движение на влаковите композиции е увеличена до 100 км/час. Подновени са железният път, като са изградени отводнителни съоръжения и частична хидроизолация. Осъществена е цялостна подмяна на контактната мрежа и е монтирано видео наблюдение на двата портала на тунела.
Тунелът е прокопан в периода от 1949 до 1951 г. от Трудовите войски. Началник на строителството му е капитан Атанас Панайотов, а ръководител на обекта са инженер Никола Коларов, син на Васил Коларов и Георгий Синюк.
По инициатива на Дирекцията на музеите – Копривщица интериорът на чакалнята на гарата е украсен с портретите на бележити копривщенци в историята и културата в страната.
На запад от гара Копривщица се намира гарата, обслужваща с. Антон, на изток е гара Стряма, обслужваща гр. Клисура. Към 2021 г. до град Копривщица има осигурен с електромобил транспорт.

## Топографска карта
- Лист от карта K-35-37. Мащаб: 1 : 100 000.